# Боурень (Моцка, Ясси)
Боурень, Боурені (рум. Boureni) — село у повіті Ясси в Румунії. Входить до складу комуни Моцка.
Село розташоване на відстані 310 км на північ від Бухареста, 73 км на захід від Ясс.

## Населення
За даними перепису населення 2002 року у селі проживали 1484 особи.
Національний склад населення села:
| Національність | Кількість осіб | Відсоток |
| -------------- | -------------- | -------- |
| румуни         | 1380           | 93,0%    |
| цигани         | 103            | 6,9%     |

Рідною мовою назвали:
| Мова      | Кількість осіб | Відсоток |
| --------- | -------------- | -------- |
| румунська | 1457           | 98,2%    |
| циганська | 26             | 1,8%     |